# Prima Air
Prima Air fue una aerolínea regional española que operó únicamente en el año 1996, con sede en Santiago de Compostela.

## Historia
Prima Air fue fundada en 1996 por Fly Air S.A., empresa especializada en servicios aeromédicos que operaba en Galicia desde hacía más de cinco años. Comenzó a operar el 2 de marzo de 1996 con un único turbohélice Saab 340, con previsión de incorporar dos aparatos más antes de finalizar 1996.

## Antiguos destinos
Prima Air operó vuelos regulares a los siguientes destinos:
| Destinos               | Aeropuertos                     |
| ---------------------- | ------------------------------- |
| Bilbao                 | Aeropuerto de Bilbao            |
| Oviedo                 | Aeropuerto de Asturias          |
| Santander              | Aeropuerto de Santander-Parayas |
| Santiago de Compostela | Aeropuerto de Santiago (HUB)    |

## Flota histórica
La flota de Prima Air estuvo compuesta por dos turbohélices Saab 340, con capacidad para 33 pasajeros:
| Aeronaves | Total | Introducido | Retirados | Matrículas      |
| --------- | ----- | ----------- | --------- | --------------- |
| Saab 340  | 2     | 1996        | 1996      | EC-349 y EC-GGK |